# Meritamen (con gái của Thutmose III)
| i | mn · n | mr | i | i | t | B1 |

| i | mn · n | mr | i | i | t | B1 |

Meritamen (người yêu dấu của Amun) là một công chúa sống trong triều đại thứ mười tám của Ai Cập cổ đại. Bà là con gái của Pharaoh Thutmose III và là Người vợ Hoàng gia vĩ đại của Merytre-Hatshepsut. Bà cũng được gọi là Meritamun.

## Tiểu sử
Meritamen là một trong sáu đứa trẻ được biết đến của Thutmose và Merytre. Anh chị em của bà là Pharaoh Amenhotep II, Hoàng tử Menkheperre và công chúa Nebetiunet, một Meritamen thứ hai và Iset. Bà được miêu tả, cùng với các chị gái và Menkheperre, trên một bức tượng của bà ngoại Hui (hiện đang ở Bảo tàng Anh). Bà cũng được miêu tả trong nhà nguyện Hathor được xây dựng bởi cha bà ở Deir el-Bahri.
Bà cũng được thừa hưởng danh hiệu Vợ của Amun từ mẹ bà. Các danh hiệu bổ sung của bà như là Con gái của Vua và Chị của Vua. 
Thutmose và Merytre có một cô con gái thứ hai tên là Meritamen; bà cũng được miêu tả trên bức tượng của Hui. Người ta không biết rằng công chúa nào nằm trong số những công chúa này được điêu khắc ở vị trí trên đùi của Benermerut, Giám thị của các công trình, trên bức tượng khối của ông được tìm thấy ở Karnak.